# Matt Damon
Matthew Paige Damon (Cambridge, 8 de octubre de 1970), conocido simplemente como Matt Damon, es un actor, guionista y productor estadounidense. Desde temprana edad se destacó en sus estudios y comenzó a mostrar interés por la actuación durante la secundaria gracias a sus maestros. Aunque ingresó a la Universidad de Harvard, la abandonó antes de poder graduarse para mudarse a Nueva York y conseguir mejores oportunidades en el cine. Tras varias apariciones como extra, hizo su debut como protagonista con la película School Ties (1992) y después logró mayor reconocimiento con su papel en Good Will Hunting (1997), que le valió una nominación al Óscar como mejor actor y un galardón por mejor guion original.
Damon fue adquiriendo notoriedad en la industria tras protagonizar exitosas películas en crítica y taquilla como Saving Private Ryan (1998), Dogma (1999) y The Talented Mr. Ripley (1999). Seguidamente, protagonizó dos sagas cinematográficas de manera simultánea que lograron un buen rendimiento comercial; interpretó al carterista Linus Caldwell en Ocean's Eleven (2001), Ocean's Twelve (2004) y Ocean's Thirteen (2007), así como al agente Jason Bourne en The Bourne Identity (2002), The Bourne Supremacy (2004), The Bourne Ultimatum (2007) y Jason Bourne (2016). 
Después de una década actuando en películas de acción y crimen, Damon decidió enfocarse en dramas biográficos y de ciencia ficción, entre los que destacan Invictus (2009), Behind the Candelabra (2013), Interstellar (2014), The Martian (2015) y Ford v Ferrari (2019), que le valieron elogios de los expertos y diversos premios. También ha participado como actor de voz en varias cintas, entre ellas Spirit: Stallion of the Cimarron (2002) y Happy Feet Two (2011). Fuera de su carrera como actor y guionista, es el cofundador de la compañía productora Pearl Street Films, con la que ha producido diversas series y largometrajes. También ha trabajado como activista con diversas fundaciones en contra de la contaminación ambiental y las guerras.

## Biografía

### 1970-1990: primeros años e inicios en la actuación
Matthew Paige Damon nació el 8 de octubre de 1970 en la ciudad de Cambridge, en el estado de Massachusetts (Estados Unidos). Es el segundo hijo del matrimonio entre Kent Telfer Damon y Nancy Carlsson-Paige; tiene un hermano mayor llamado Kyle Damon. Su padre, de ascendencia británica, era un corredor de bolsa, mientras que su madre, de ascendencia sueca y finlandesa, era profesora en la Universidad Lesley. Poco después de su nacimiento, su familia se mudó a la ciudad de Newton, donde vivió por dos años hasta que sus padres se divorciaron y Damon volvió con su madre y su hermano a Cambridge. Allí vivieron en una casa comuna que compartían con otras cinco familias y debido a la crianza estricta de su madre, Damon comentó que le fue difícil definir su propia identidad y generalmente se sentía «fuera de lugar».
Cursó sus estudios de primaria en la Cambridge Alternative School y después fue transferido a la Cambridge Rindge and Latin School para la secundaria, de la que se graduó en 1988. Desde joven había destacado como estudiante y frecuentaba actuar en obras de teatro para obtener créditos extra, motivado además por su maestro de drama, Gerry Speca. Durante este período, se hizo amigo cercano de Ben Affleck, con quien compartía varias aficiones, especialmente por la actuación. Después de terminar la secundaria, ingresó a la Universidad de Harvard para estudiar inglés, aunque desde un comienzo sabía que quería convertirse en actor. Mientras asistía a la universidad, apareció en varias películas como extra, entre ellas Mystic Pizza (1988) y Field of Dreams (1989).

### 1991-2000:Good Will Huntingy reconocimiento

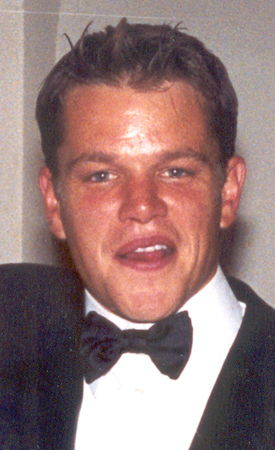
Damon durante el rodaje de The Talented Mr. Ripley (1999).

Damon consiguió su primer protagónico con la película School Ties (1992), donde personificó al matón Charlie Dillon y tuvo comentarios favorables de los expertos. Poco después, abandonó la Universidad de Harvard estando cerca de su graduación para mudarse a Los Ángeles luego de haber sido seleccionado para participar como actor secundario en Geronimo: An American Legend (1993), que creyó que se convertiría en un gran éxito. Tras el fracaso crítico y comercial de la cinta, se mudó con Ben Affleck a un apartamento en Nueva York para formarse como actor y conseguir oportunidades yendo a audiciones; estando en la ciudad, ambos debieron trabajar como meseros, panaderos y obreros para poder costear sus estudios y hospedaje. En los años siguientes, participó en Courage Under Fire (1996) junto con Denzel Washington y también protagonizó el drama legal The Rainmaker (1997), donde recibió elogios de los expertos.
Damon logró mayor reconocimiento al protagonizar Good Will Hunting (1997), para la que además coescribió el guion junto con Affleck. La película recibió la aclamación crítica por el mensaje y la profundidad de su historia, así como por sus actuaciones. De igual forma, se convirtió en un éxito en taquilla tras recaudar 226 millones de dólares a nivel mundial, contra un presupuesto de solo 10 millones. Damon fue nominado a los Premios Óscar como mejor actor y además ganó en la categoría de mejor guion original. También logró dos nominaciones en los Globos de Oro, entre las que ganó mejor guion, así como doble triunfo en los Premios de la Crítica Cinematográfica como actor revelación y mejor guion original. La idea del guion surgió originalmente en 1992 cuando Damon escribió una pequeña obra de cuarenta páginas como tarea para su clase de drama en la Universidad Harvard y le pidió a Affleck que actuara algunas escenas cuando se mudó a su apartamento en Los Ángeles. Luego de haber tomado inspiración de varias de sus experiencias de vida, ambos completaron el guion en 1994 y lo vendieron a Castle Rock Entertainment. No obstante, tras una serie de desacuerdos creativos con el estudio, el guion llegó a manos de Harvey Weinstein, quien quedó fascinado y decidió comprarlo para su productora Miramax Films.
Posteriormente, interpretó al soldado James Francis Ryan en el drama bélico Saving Private Ryan (1998), que recibió la aclamación de la crítica y fue la segunda película más recaudadora de 1998 con 482.3 millones de dólares. Después, protagonizó Rounders (1998) y Dogma (1999), que tuvieron reseñas favorables y un rendimiento comercial moderado. Asimismo, dio vida al personaje de Tom Ripley en la cinta The Talented Mr. Ripley (1999) y obtuvo elogios por parte de los expertos, que describieron su actuación como «oscura» y «una sorpresa» por los papeles que venía realizando. Además, la película fue un éxito en taquilla al recaudar 128.8 millones de dólares a nivel mundial y le valió una nominación a los Globos de Oro como mejor actor de drama. Para dar vida a Ripley, debió someterse a una estricta dieta y perdió cerca de 11 kilos en cuestión de semanas después de la culminación del rodaje de Saving Private Ryan; el actor añadió que intentó darle más humanidad y honestidad al personaje a pesar de sus atroces crímenes. Tras ello, participó en otras cintas menos exitosas como The Legend of Bagger Vance (2000) y All the Pretty Horses (2000).

### 2001-2010:Ocean'syBourne

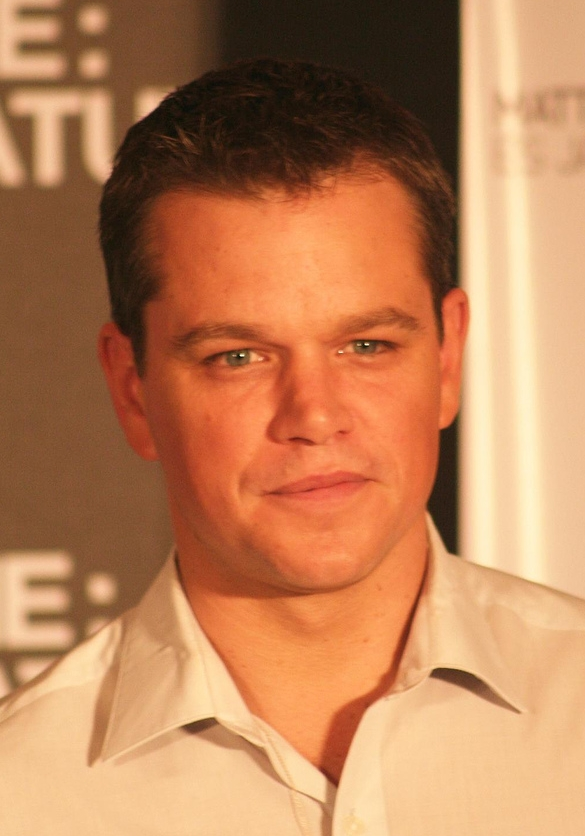
Damon durante el estreno de The Bourne Ultimatum (2007).

Damon formó parte del elenco de Ocean's Eleven (2001), donde personificó a Linus Caldwell, un hábil carterista que se une a la banda del criminal Danny Ocean para el asalto de una serie de casinos. Originalmente el papel le había sido concedido a Mark Wahlberg, pero finalmente se retiró del proyecto para protagonizar Planet of the Apes (2001) y los productores contrataron a Damon como su reemplazo. La película recibió elogios de los expertos, especialmente por las actuaciones del elenco y la dinámica de los personajes, además que recaudó 450.7 millones de dólares, que la convirtieron en la quinta cinta más taquillera de 2001. Por ello, fue anunciada una segunda entrega titulada Ocean's Twelve (2004), donde Damon repitió su papel. Si bien la secuela tuvo una respuesta crítica moderada comparada a su antecesora, logró un buen rendimiento comercial al recaudar 362 millones de dólares a nivel mundial, que la hicieron la décima película más taquillera de 2004. La trilogía de Ocean's concluyó con el estreno Ocean's Thirteen (2007), en la que nuevamente interpretó a Caldwell. Al igual que las dos primeras entregas, tuvo un rendimiento favorable en taquilla tras recaudar 311.7 millones.
Damon protagonizó de forma simultánea la saga de Bourne con el personaje de Jason Bourne, un agente de la CIA con amnesia disociativa que intenta recordar quién es. El papel inicialmente le había sido ofrecido a numerosos actores, entre ellos Brad Pitt, Russell Crowe, Arnold Schwarzenegger, Tom Cruise y Sylvester Stallone, pero todos rechazaron por diversos motivos. Debido a que nunca había interpretado un papel que demandara tanto físicamente, el actor insistió en realizar todas sus escenas de acción y por ello debió someterse a un entrenamiento de tres meses para aprender a hacer escenas de riesgo, a utilizar armas, a boxear y a dominar artes marciales. La primera entrega de la saga, The Bourne Identity (2002), recaudó 214 millones de dólares en taquilla y tuvo una respuesta positiva por parte de los especialistas, que alabaron la versatilidad de Damon para interpretar al personaje. Su secuela, The Bourne Supremacy (2004), logró mejores críticas y a su vez recogió 290 millones en taquilla. La tercera entrega, The Bourne Ultimatum (2007), recibió la aclamación de los expertos y fue considerada la mejor película de acción del año por varios medios. De igual forma, recaudó 444 millones en taquilla, para entonces la mayor cifra lograda por cualquiera de las cintas protagonizadas por Damon.
Fuera de las sagas de Ocean's y Bourne, dio voz al personaje titular en la cinta animada Spirit: Stallion of the Cimarron (2002) y tuvo cameos en Confessions of a Dangerous Mind (2002), EuroTrip (2004) y Jersey Girl (2004). Junto con Casey Affleck, protagonizó y coescribió el guion de Gerry (2002), película que cuenta el viaje de dos amigos que se pierden en un desierto. Otros proyectos en los que también participó fueron Stuck on You (2003), The Brothers Grimm (2005), Syriana (2005) y The Good Shepherd (2006), que tuvieron una rendimiento moderado en crítica y taquilla. Asimismo, protagonizó The Departed (2006) con el papel de Colin Sullivan, un infiltrado de la Policía Estatal de Massachusetts que trabaja con la mafia irlandesa. La película recibió la aclamación de los especialistas y tuvo una recaudación de 291.5 millones, además de alzarse con el Óscar a la mejor película. Por otra parte, siguió recibiendo elogios de la crítica gracias a su papel en The Informant! (2009), donde personificó al ejecutivo Mark Whitacre y logró una nominación a los Globos de Oro como mejor actor de comedia o musical. A ello le siguió su aclamado papel en el drama deportivo Invictus (2009), en el que interpretó al jugador de rugby Francois Pienaar y consiguió una nominación al Óscar como mejor actor de reparto. También protagonizó Green Zone (2010) y Hereafter (2010), que tuvieron un rendimiento moderado tanto crítico como comercial. Además, protagonizó True Grit (2010) con el papel de LaBoeuf, un ranger que busca capturar al asesino de un senador de Texas. La cinta fue aclamada por la crítica y recaudó 252.3 millones de dólares.
En la televisión, trabajó como productor ejecutivo de la serie documental Project Greenlight, que recibió tres nominaciones a los Premios Primetime Emmy entre 2002 y 2005. Asimismo, apareció por primera vez en el programa Saturday Night Live en 2002 y después en episodios de series como Will & Grace y Entourage. También participó como invitado en la comedia satírica 30 Rock, que le valió una cuarta nominación al Emmy.

### 2011-2020: consolidación en la industria y trabajos como productor
Damon protagonizó Contagion (2011) en el papel de Mitch Emhoff, un hombre inmune a un peligroso virus que provoca una pandemia. La cinta tuvo un buen rendimiento en taquilla y su actuación recibió elogios de la crítica por mostrar realismo en situaciones de crisis. De igual manera, protagonizó la comedia dramática We Bought a Zoo (2011) personificando a Benjamin Mee, un padre viudo que compra un zoológico abandonado y se propone a restaurarlo para reabrirlo al público. La película recaudó 120.1 millones y las reseñas elogiaron su actuación por darle «corazón, humanidad y empatía» a la historia. También dio vida al congresista David Norris en The Adjustment Bureau (2011), que igualmente tuvo un buen rendimiento comercial y revisiones favorables. Dio voz al personaje de Bill en la cinta animada Happy Feet Two (2011) y desempeñó un papel secundario en Margaret (2011). Tras haber fundado la empresa productora Pearl Street Films, protagonizó su primera producción titulada Promised Land (2012) en el papel de Steve Butler, un empresario que busca adquirir terrenos ricos en petróleo engañando a familias de bajos recursos. La película, sin embargo, tuvo una respuesta crítica mixta y fue un fracaso en taquilla. Seguidamente, protagonizó Behind the Candelabra (2013) en el papel de Scott Thorson, la pareja del músico Liberace, actuación que recibió alabanzas de los especialistas y le valió su primera nominación a los Premios BAFTA como mejor actor de reparto. Por otra parte, formó parte del elenco de The Monuments Men (2014), que representó un fracaso comercial y obtuvo reseñas mixtas de los especialistas.

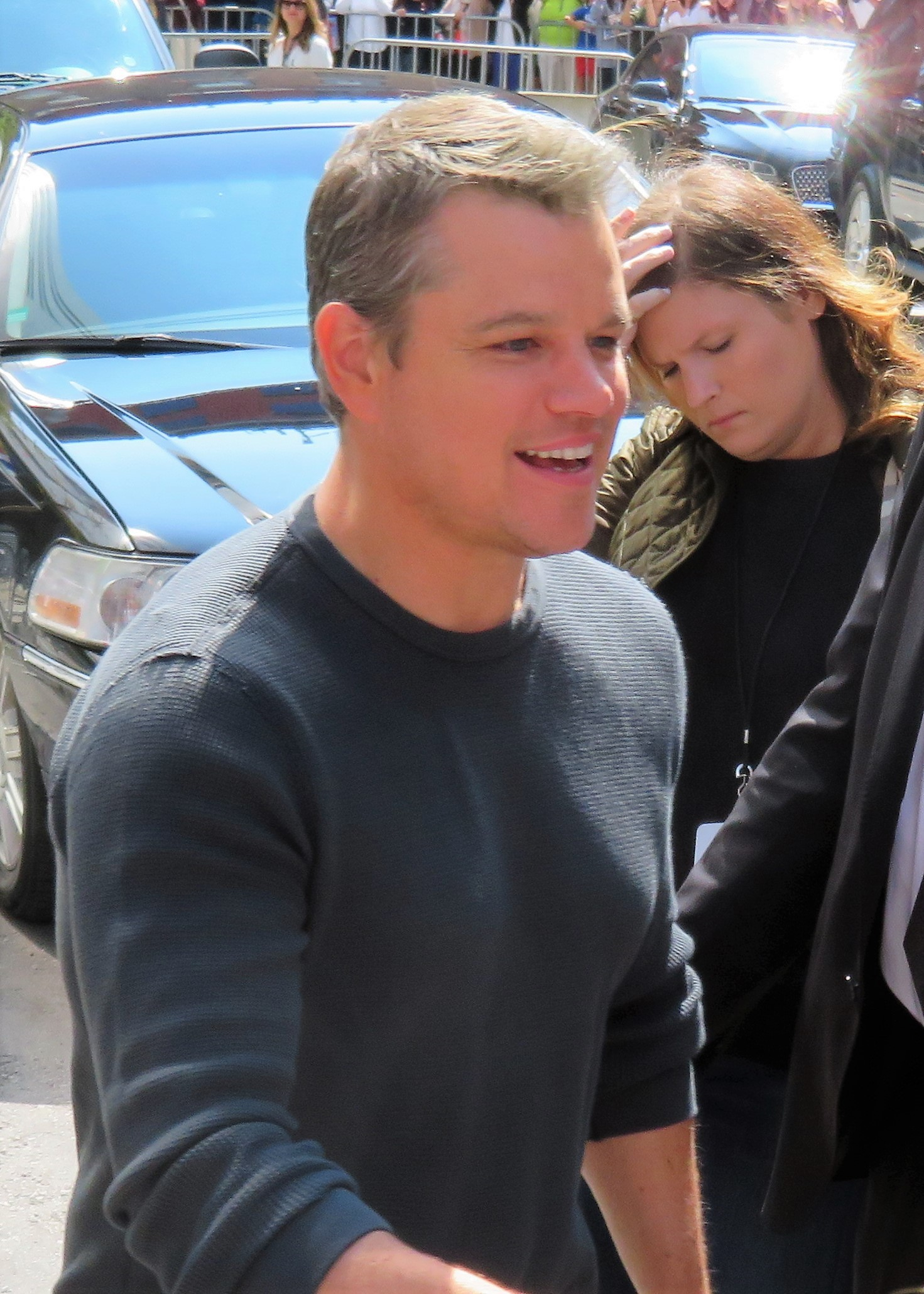
Damon durante el estreno de Suburbicon (2017) en el Festival Internacional de Cine de Toronto.

Posteriormente, comenzó a desempeñar diversos papeles en largometrajes de ciencia ficción. Primero protagonizó Elysium (2013), donde interpretó a Max Da Costa, un trabajador que accidentalmente es expuesto a altos niveles de radiación e intenta llegar a una estación espacial que tiene los recursos necesarios para salvarle la vida. Inicialmente, el papel le había sido concedido a Eminem, pero en cuanto este se retiró del proyecto, los productores se lo ofrecieron a Damon, quien debió raparse para poder personificar al protagonista. La película recaudó 286 millones y tuvo reseñas mixtas, aunque en su mayoría favorables hacia la actuación de Damon. Después, desempeñó un papel secundario en Interstellar (2014), donde personificó a Mann, un astronauta de la NASA que queda varado en un planeta glacial durante una misión. La cinta recibió críticas positivas y fue la décima más taquillera de 2014 con 701.8 millones de dólares. Después de ello, protagonizó The Martian (2015) en el papel de Mark Watney, un astronauta que accidentalmente queda varado en Marte e intenta sobrevivir mientras espera ser rescatado. La película fue un éxito comercial tras recaudar 630.2 millones de dólares, que la convirtieron en la décima cinta más taquillera de 2015. Asimismo, recibió la aclamación de la crítica, especialmente por la actuación de Damon, que fue calificada como la mejor de su carrera y le valió un Globo de Oro en la categoría de mejor actor de comedia o musical, además de una nominación como mejor actor en los Premios Óscar.
Después de nueve años desde la tercera entrega, volvió a interpretar a Jason Bourne en la película homónima estrenada en 2016. Sobre ello, comentó que debió someterse a una dieta estricta y una rutina en el gimnasio para poder volver a ponerse en forma, además que describió la experiencia como «más dura» por su diferencia de edad. La película recaudó 415.2 millones de dólares y tuvo una respuesta crítica mixta, con los expertos dando comentarios positivos sobre las escenas y la actuación de Damon, pero considerando la cinta como innecesaria. Protagonizó The Great Wall (2016), donde dio vida a William Garin, un mercenario europeo que viaja a China. Si bien recaudó 334.9 millones en taquilla, fue considerada un fracaso comercial al generar pérdidas por sus elevados costes de producción. De igual manera, recibió reseñas mayormente negativas de los especialistas, que se quejaron de la selección de un actor blanco en una historia ambientada en la China medieval. Por otra parte, Damon recibió su quinta nominación al Óscar, específicamente en la categoría de mejor película como productor de Manchester by the Sea (2016).
Damon protagonizó Downsizing (2017) y Suburbicon (2017), que cosecharon críticas negativas y supusieron un fracaso en taquilla. Debido al fallecimiento de su padre en diciembre de 2017, se tomó un descanso de la actuación para estar con su familia y se limitó solo a realizar cameos en algunas cintas, entre ellas Thor: Ragnarok (2017), Deadpool 2 (2018), Unsane (2018) y Jay and Silent Bob Reboot (2019). Su único papel protagónico fue en Ford v Ferrari (2019), donde interpretó al corredor y empresario Carroll Shelby. La película recaudó 225.5 millones en taquilla y recibió la aclamación de los críticos, quienes dieron comentarios favorables sobre las actuaciones.

### 2021-presente: proyectos futuros
Damon protagonizó la cinta Stillwater (2021), en la que interpretó a Bill Baker, un petrolero que busca probar la inocencia de su hija acusada de asesinato. Si bien la película tuvo una respuesta crítica favorable, resultó ser un fracaso en taquilla. También interpretó al caballero Jean de Carrouges en la cinta The Last Duel (2021), en la que además se encargó de coescribir y adaptar el guion junto con Ben Affleck y Nicole Holofcener.

## Imagen pública

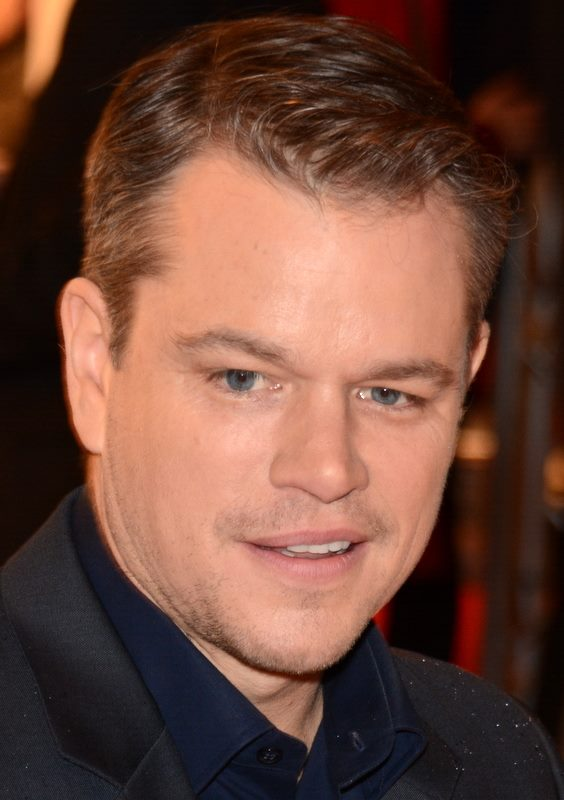
Damon en el estreno de The Monuments Men (2014) en París.

En sumatoria de todos sus papeles protagónicos en el cine, sus películas totalizan más de 7 mil millones de dólares recaudados solo en taquilla, lo que lo convierte en uno de los treinta actores más taquilleros de la historia. Contando también sus cameos y actuaciones de voz, la cifra asciende a 8.6 mil millones. En 2007, la revista Forbes lo incluyó en su lista de los diez actores capaces de convertir cualquier película en un éxito comercial. Fue el quinto actor mejor pagado en 2006 con ingresos de 27 millones de dólares. Después, fue el tercer actor mejor pagado en 2016 con ingresos de 55 millones de dólares y también el décimo sexto de 2017 con 21 millones. La revista Time lo incluyó en su lista de las cien personas más influyentes de 2011 por sus labores humanitarias y su trayectoria en el cine.
Aunque no es considerado un actor del método, Damon es reconocido por su dedicación en cada uno de sus papeles, donde adapta su cuerpo y acento para cada personaje, además que interpreta sus propias escenas de riesgo. A pesar de haber ganado el Óscar al mejor guion original por Good Will Hunting (1997), jamás ha ganado en categorías actorales y es comúnmente citado como uno de los mejores actores que nunca han ganado un Óscar por actuación. A comienzos de su carrera, interpretaba mayormente papeles en películas de acción y crimen, de entre los que destacan su participación en las sagas de Ocean's y Bourne; sin embargo, en años posteriores, fue adoptando más papeles en historias dramáticas, biográficas y de ciencia ficción. Un tema recurrente entre la prensa es que los personajes que interpreta generalmente necesitan ser rescatados de lugares remotos o muy peligrosos, lo cual ha dado lugar a varios memes; una estimación hecha por usuarios de Internet concluyó que, en sumatoria de todas las misiones de rescate llevadas a cabo para salvar a sus personajes, se han gastado alrededor de 900 mil millones de dólares. Al respecto, Scott Mendelson escribió para la revista Forbes que «la taquilla demuestra que nos encanta ver a Matt Damon ser rescatado», ya que sus tres películas más exitosas son, de hecho, aquellas que se enfocan en una misión para traerlo de vuelta: Saving Private Ryan (1998), Interstellar (2014) y The Martian (2015).
Por otra parte, es comúnmente citado como uno de los actores más atractivos de Hollywood y se le ha otorgado el estatus de símbolo sexual. A pesar de ello, el actor comentó que no se suele sentir cómodo filmando escenas sin camiseta o de relaciones sexuales. En 2007, la revista People lo nombró el hombre vivo más atractivo del mundo y lo describió como «el chico de oro con la sonrisa torcida que es inteligente, encantador y honesto, con sentido del humor, irresistible, un hombre de familia sólido como una roca y una humildad desgarradora».

### Controversias
Pese a su reputación como «uno de los buenos» en la industria del cine, Damon ha causado controversia en reiteradas ocasiones por expresar sus ideas, que han sido tachadas de conservadoras, racistas y homofóbicas. En un episodio de la cuarta temporada de Project Greenlight, dijo que la selección de directores y actores en las series y películas debería realizarse basándose en el mérito de cada individuo y no en su raza, comentario que fue tachado de racista por la prensa; más tarde se disculpó con aquellos que se sintieron ofendidos por la afirmación y expresó que hacía falta más diversidad en Hollywood. Durante una entrevista con The Guardian en 2015, Damon explicó que consideraba que era mejor para los actores mantener su orientación sexual de forma privada, lo cual varios medios interpretaron de forma negativa al pensar que el comentario sugería a los actores homosexuales que ocultaran su orientación. Después aclaró en The Ellen DeGeneres Show que lo que quería dar a entender es que los actores suelen ser más exitosos cuando son más reservados sobre sus vidas. En el marco del movimiento Me Too en 2017, fue objeto de controversia cuando Sharon Waxman, una reportera de The New York Times, aseguró que el actor la había contactado por teléfono para disuadirla de no difamar a Fabrizio Lombardo, quien Waxman sospechaba que había sido cómplice de Harvey Weinstein en varios de sus actos de acoso sexual en Europa. Sin embargo, Damon alegó que tales llamadas telefónicas habían sido solo para reafirmar la experiencia de Lombardo en la industria cinematográfica y no para frustrar la publicación del artículo, algo que Waxman confirmó más tarde. Durante una entrevista en diciembre de 2017, Damon causó nuevamente controversia al comentar que consideraba que algunos casos de abuso sexual eran más serios que otros por estar sujetos a un «espectro del comportamiento», algo que fue criticado por varios miembros del movimiento Me Too. En enero de 2018, pidió disculpas asegurando que se abstendría de realizar cualquier comentario al respecto y aseveró: «Como todos, soy prisionero de mi propia experiencia subjetiva que me lleva a tener puntos ciegos. Sobre todo porque soy un actor blanco estadounidense. No sé dónde comienzan ni terminan mis puntos ciegos. Así que sí, soy y fui ignorante. Hago lo mejor que puedo para no serlo».
En agosto de 2021, concedió una entrevista al periódico The Sunday Times donde aseguró que hacía pocos meses que había dejado de utilizar el término «maricón» para referirse a miembros de la comunidad LGBT y mencionó que fue gracias a su hija que comprendió la naturaleza despectiva de la palabra. Esta declaración generó descontento entre los miembros del colectivo, por lo que el actor aclaró que jamás había utilizado el término dentro de un contexto privado, sino únicamente en sus películas. De acuerdo con algunos medios, esta serie de controversias han dañado su reputación dentro de la industria.

## Vida personal y filantropía

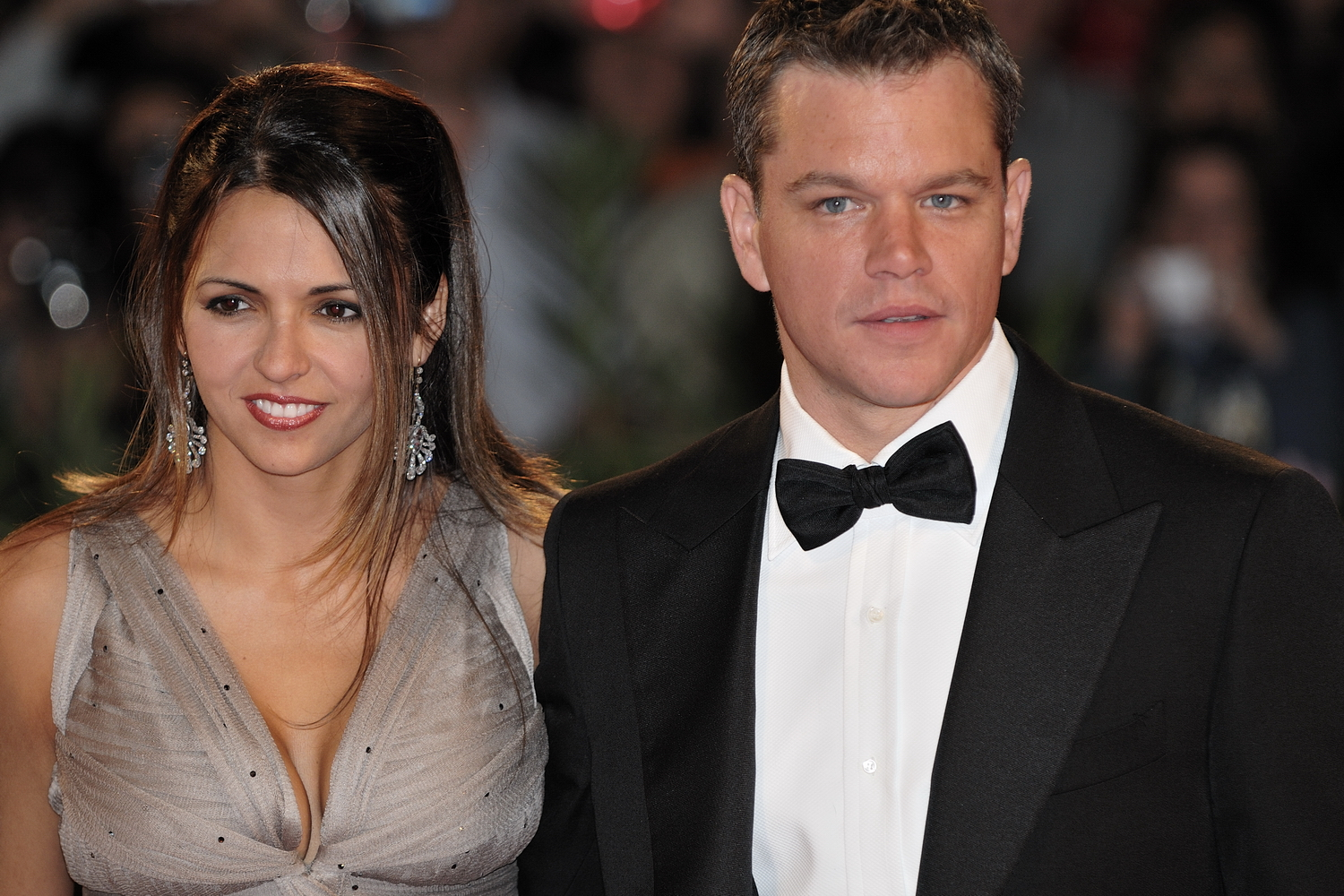
Damon y Luciana Bozán en el Festival Internacional de Cine de Venecia en 2009.

Durante las grabaciones de Good Will Hunting (1997), Damon conoció a la actriz Minnie Driver, con quien mantuvo una relación entre 1996 y 1997. A comienzos de 1998, inició una relación con la actriz Winona Ryder que duró hasta mediados de 2000. Después de su ruptura con Ryder, Damon aseguró que no volvería a salir con celebridades; tras ello, conoció a la argentina Luciana Bozán en abril de 2003 mientras visitaba un bar en Miami, donde se encontraba grabando la película Stuck on You (2003). La pareja se comprometió en septiembre de 2005 y se casó el 9 de diciembre de ese año en una ceremonia privada en Nueva York. Tienen tres hijas llamadas Isabella (nacida en junio de 2006), Gia (agosto de 2008) y Stella (octubre de 2010). Damon también es el padrastro de Alexia, una hija de Bozán de su matrimonio anterior. Damon tiene tatuados los nombres de sus cuatro hijas y de su esposa en su brazo derecho. Desde 2012, la familia reside en una mansión del vecindario de Pacific Palisades en la ciudad de Los Ángeles. También es propietario de un apartamento en Brooklyn Heights valorado en 16.5 millones de dólares. Por otra parte, fundó en el 2000 la compañía productora LivePlanet, de la que fue copropietario hasta 2007, cuando decidió terminar su contrato. A inicios de 2012, fundó junto a Ben Affleck una segunda empresa llamada Pearl Street Films, con la que produjo películas como Promised Land (2012), Jason Bourne (2016) y The Last Duel (2021).
Fuera de la industria cinematográfica, se ha dedicado a diversas causas humanitarias. En julio de 2006, fundó H2O Africa Foundation, una asociación sin fines de lucro que busca generar conciencia sobre el tratamiento de aguas en África. En 2009, la asociación formó una alianza con WaterPartners para la creación de Water.org, una organización sin fines de lucro que busca proveer agua limpia a países pocos desarrollados de África, Asia y Latinoamérica. Además de ello, Damon es cofundador de Not on Our Watch, una organización creada en 2008 que busca prevenir conflictos bélicos a nivel global. Asimismo, es embajador de la fundación ONEXONE, que busca mejorar la calidad de vida de los niños alrededor del mundo; es igualmente embajador de One Campaign, que apoya a pacientes del sida y personas de escasos recursos del Tercer mundo.
Damon es un aficionado al póquer y ha participado en varias ocasiones en la Serie Mundial de Póquer. En 2007, participó en la primera edición del torneo Ante Up For Africa, en el que el dinero recogido fue donado a diversas organizaciones que buscaban detener el Conflicto de Darfur. Durante la pandemia de COVID-19 en 2020, ayudó a organizar un torneo de póquer en línea para recaudar fondos para Feeding America; el evento finalmente recogió un total de 1.75 millones de dólares.

## Logros

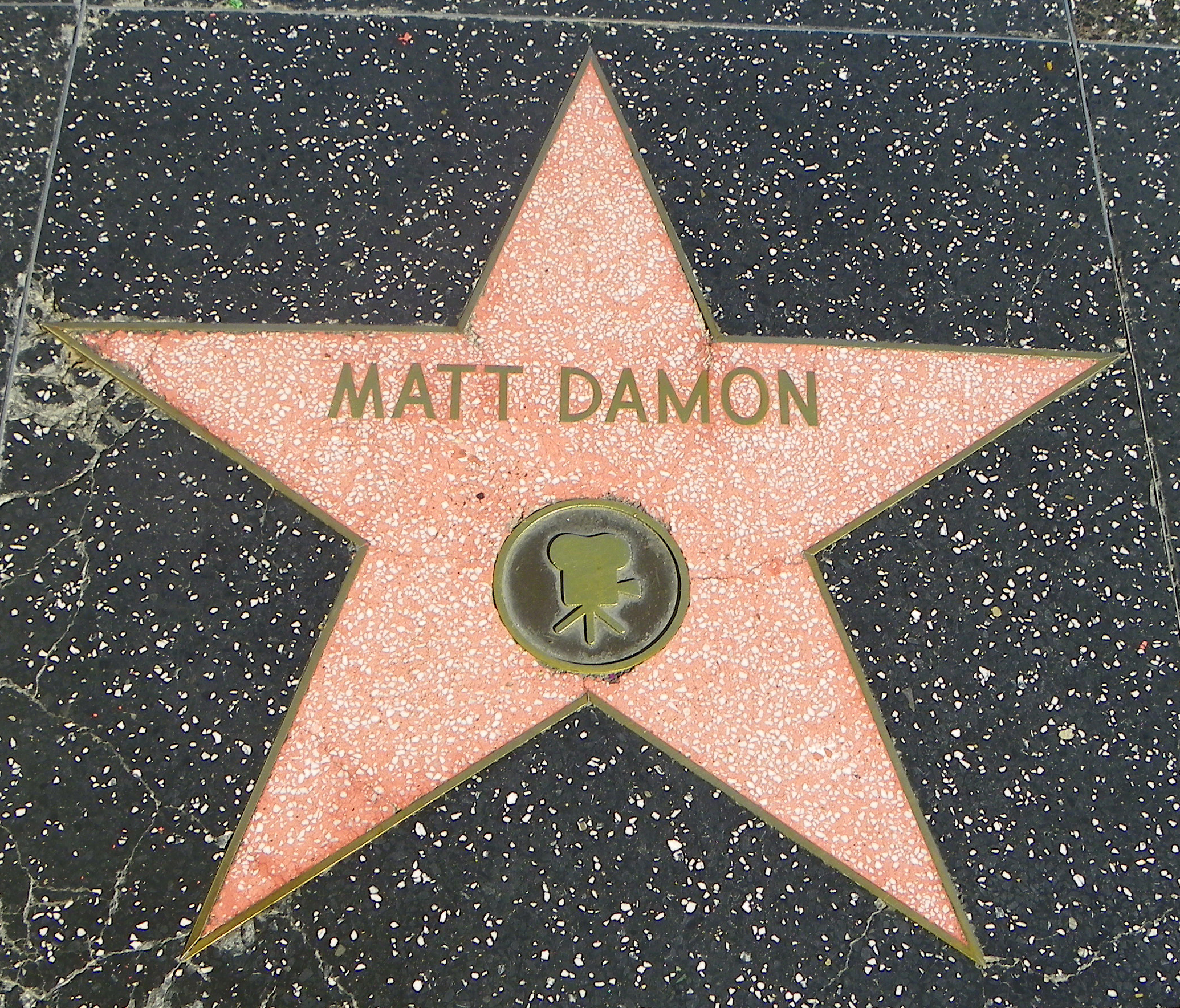
Estrella de Damon en el Paseo de la fama de Hollywood.

Damon ha sido reconocido con diversos premios a lo largo de su carrera como actor, guionista y productor. En los Premios Óscar, fue nominado como mejor actor y ganó el galardón al mejor guion original por Good Will Hunting (1997) en la ceremonia de 1998. Posteriormente, fue nominado en 2010 como mejor actor de reparto por Invictus (2009) y nuevamente como mejor actor en 2016 por The Martian (2015). También obtuvo una nominación en 2017 en la categoría de mejor película por haber producido Manchester by the Sea (2016).
En los Globos de Oro, ha sido nominado en siete ocasiones, de las cuales ha ganado dos; mejor guion por Good Will Hunting y mejor actor de comedia o musical por The Martian. En los Premios de la Crítica Cinematográfica, ha sido nominado ocho veces, de las que igualmente ha ganado dos; actor revelación y mejor guion original por Good Will Hunting. Asimismo, ha sido nominado a dos Premios Saturn, tres Premios BAFTA, seis Premios del Sindicato de Actores y siete Premios Primetime Emmy. En 2007, recibió su estrella en el Paseo de la fama de Hollywood por sus contribuciones en el cine.
Otros de sus reconocimientos incluyen seis nominaciones a los Teen Choice Awards y diez MTV Movie & TV Awards, así como un premio al actor de cine de acción favorito en los People's Choice Awards de 2008, ceremonia en la que ha obtenido un total de seis nominaciones.